# Лунгавила
Лунгавила (итал. Lungavilla) је насеље у Италији у округу Павија, региону Ломбардија.
Према процени из 2011. у насељу је живело 2371 становника. Насеље се налази на надморској висини од 71 м.

## Становништво
Према резултатима пописа становништва 2011. у општини је живело 2.412 становника.
| 1936. | 1951. | 1961. | 1971. | 1981. | 1991. | 2001. | 2011. |
| ----- | ----- | ----- | ----- | ----- | ----- | ----- | ----- |
| 1.801 | 2.025 | 2.245 | 2.198 | 2.211 | 2.186 | 2.154 | 2.412 |